# Princesse (échecs)
Pour les articles homonymes, voir Princesse (homonymie).
La Princesse, aussi appelée Centaure, Janus ou Archevêque (par analogie avec l'anglais Archbishop, le mot bishop désignant le Fou) est une pièce féerique que l'on rencontre dans certaines variantes du jeu d'échecs ou dans les problèmes.
Elle combine les propriétés du fou et du cavalier, en prise aussi bien qu'en déplacement.
Sur Wikipédia, la princesse est représentée de la façon suivante :  